# King of Kings: The Early Years
King of Kings: The Early Years è un videogioco a piattaforme per NES e pubblicato nel 1991 da Wisdom Tree.

## Modalità di gioco
Il gameplay è diviso in tre giochi, ognuno dei quali basato su un diverso momento dei primi anni di vita di Gesù. In tutti e tre l'indicatore della salute si compone di pergamene, e può essere ripristinato rispondendo correttamente a domande sulla Bibbia di re Giacomo. Una volta che il gioco è scelto dal menu principale, bisogna settare la difficoltà e il sonoro, e poi si comincia a giocare.

### The Wise Men
Il giocatore prende il controllo di un cammello su cui, uno dopo l'altro, viaggeranno i tre Magi, che devono recarsi dal bambino Gesù il primo Natale per consegnare i loro doni (incenso, mirra e oro), insieme con delle pergamene da raccogliere nel corso dei livelli, ognuna delle quali pone al giocatore una domanda legata alla Bibbia di re Giacomo. Il tema musicale è il popolare canto natalizio We Three Kings of Orient Are.

### Flight to Egypt
Il giocatore controlla un asino il quale trasporta Giuseppe, Maria e Gesù attraverso l'Egitto per salvarsi da re Erode. Il gameplay è lo stesso di The Wise Men, con la differenza che qui si controlla un asino e il percorso non è lineare ma procede a spirale. Il gioco finisce quando si raggiunge la vetta. Il tema musicale è Go Tell It on the Mountain.

### Jesus and the Temple
Questo gioco allude alla storia dove Gesù si lascia alle spalle il tempio di Gerusalemme, all'età di 12 anni. Il giocatore controlla Giuseppe, in viaggio verso Gerusalemme per trovare Gesù. Il gioco termina quando si raggiunge l'estremità destra dell'area. Tra i tre giochi, questo è l'unico in cui non si controlla un animale. Il design riprende apertamente molti aspetti da Super Mario Bros. 2.

## Accoglienza
King of Kings è stato inserito nella lista di GameSpy "sette giochi natalizi che vi faranno odiare il Natale", a causa al suo gameplay privo di intrattenimento e la sensazione farsesca di schivare "cammelli sputa-acido".